# Grundsjön (Vilhelmina socken, Lappland, 718583-149863)
Grundsjön är en sjö i Vilhelmina kommun i Lappland och ingår i Ångermanälvens huvudavrinningsområde. Sjön har en area på 0,236 kvadratkilometer och ligger 649,1 meter över havet. Grundsjön ligger i Gitsfjället Natura 2000-område. Sjön avvattnas av vattendraget Grundsjöbäcken.

## Delavrinningsområde
Grundsjön ingår i det delavrinningsområde (718538-149851) som SMHI kallar för Utloppet av Grundsjön. Medelhöjden är 660 meter över havet och ytan är 1,98 kvadratkilometer. Det finns inga avrinningsområden uppströms utan avrinningsområdet är högsta punkten. Grundsjöbäcken som avvattnar avrinningsområdet har biflödesordning 3, vilket innebär att vattnet flödar genom totalt 3 vattendrag innan det når havet efter 323 kilometer. Avrinningsområdet består mestadels av skog (19 procent) och sankmarker (69 procent). Avrinningsområdet har 0,24 kvadratkilometer vattenytor vilket ger det en sjöprocent på 11,9 procent.